# Kepatihan (Wiradesa)
Kepatihan is een bestuurslaag in het regentschap Pekalongan van de provincie Midden-Java, Indonesië. Kepatihan telt 3680 inwoners (volkstelling 2010).